# Tactics
Tactics (яп. タクティクス Такутикусу, «Тактика») — манга, созданная в результате совместной работы Сакуры Киноситы и Кадзуко Хигасиямы. Выпускалась в ежемесячном издании Comic Blade Masamune. Первые 8 томов были лицензированы на территории США компанией Tokyopop. По мотивам манги вышло аниме.

## Сюжет
Действие происходит в Японии, в период Тайсё. Молодой парень по имени Кантаро Итиномия способен видеть ёкаев и прочих мифических существ. Ещё в детстве из-за этой способности люди относились к нему с презрением. Его друзья ёкаи рассказали ему, что он сможет стать сильным, если найдёт могущественного демона — они-тэнгу. Когда человек находит его, он должен призвать его по имени. Так новый хозяин и демон заключают контракт и он может быть разорван только по желанию хозяина. Когда Кантаро вырастает, он становится фольклористом, экзорцистом и дружит с ёкаем по имени Ёко. Однажды, во время сеанса по изгнанию очередного злого демона главный герой наталкивается на древнюю гробницу, где запечатан тот самый легендарный тэнгу. Там он находит печать и, срывая крышку, призывает демона и даёт ему новое имя — Харуки. С этого момента Кантаро становится его хозяином, а позже вместе с Ёко дружится с ним. Тем не менее, эта связь может исчезнуть с возвращением воспоминаний Харуки и его стремления узнать больше о своём прошлом.

## Список персонажей
Кантаро Итиномия (яп. 一ノ宮勘太郎)
Сейю: Коки Мията
Кантаро — молодой фольклорист и начинающий экзорцист со способностью видеть ёкаев. Кантаро очень умный, подлый и владеет способностями манипулятора (может обмануть других, заставить их делать то, что он хочет, и предвидеть их реакцию). Несмотря на это, у Кантару доброе сердце, он защищает и уважает Ёкаев, хотя экзорцисты должны убивать их. Кантару наоборот придумывает разные способы, чтобы помочь им. Его позицию не одобряют Харука и Сугино, так как порой это может быть опасно для жизни.
Харука (яп. 春華)
Сейю: Такахиро Сакурай
Харука — Они-Тэнгу, самый сильный из всех ёкаев. Этим именем назвал его Кантаро, став его новым хозяином и другом. Он способен контролировать молнии, когда например атакует Они. Харука может преобразиться в свою истинную форму ёкая. Его ногти вырастают и становятся острее и длиннее, его клыки также становятся больше, а его глаза сужаются. В обычной форме он появляется в образе высокого, темноволосого мужчины с чёрными крыльями, которые он может скрыть или показывать. Харука потерял свою память о прошлом и из-за этого он теряет силу и это плохо сказывается на его самочувствии. Позже выясняется, что его предыдущем хозяином была Рин. Она и Харука были в хороших отношениях, и Рин использовала свои полномочия хозяина для сексуальных целей.
Ёко (яп. ヨ ーコ)
Сейю: Томоко Каваками
Ёко — женщина-ёкай, Кицунэ. Долгое время уже дружит с Кантаро и живёт с ним. Очень шумная и импульсивная. Часто выходит из себя из-за Контаро. У Ёко есть лисьи ушки и хвост, которые при желании она может в любой момент спрятать. Также она может превращаться полностью в лису. До знакомства с Контаро была одинокой и обманывала путешественников, маскируясь под одного из их членов. Однажды она познакомилась с Кантаро и делала вид, что она жена Кантаро когда он позже узнал, что она ёкай, то пригласил жить Ёко вместе с ним.
Судзу Эдогава (яп. 珠洲江戸川)
Сейю: Нана Мидзуки

Сугино (яп. スギノ様)
Сейю: Сойтиро Хоси
Сугино — белый тэнгу и бог своего посёлка «Сугино». В отличие от чёрного тэнгу, белый рождается из чрезмерно гордого священника или монаха. Перед Контаро, Сугино уже пытался сломать печать они-тэнгу, но ему не удалось это сделать. Сугино, будучи ещё человеком испытывал сильную неприязнь к человеческому роду. Он женат на Муу-тян и до встречи с ней был очень жестоким и получил прозвище среди людей — «насильник тэнгу». Его жестокость заставила его стать одиноким и ненавидеть своё бессмертие.
Рэйко / Муу-тян (яп. むーちゃん)
Сейю: Оми Минами
Муу-тян — маленький зелёный ёкай, замужем за Сугино. Говорит только фразы «Муу, муу-тян». Может своим ртом затягивать других демонов как пылесос.
Райко Минамото (яп. 源頼光)
Сейю: Масая Мацукадзэ
Красивый молодой богатый дворянин, главный антагонист манги и сериала. Он является лидером правительственного отряда, который занимается истреблением демонов. Хочет, чтобы Кантаро отменил контракт с Харукой. А также, чтобы Харука вернул свои старые воспоминания и стал обратно настоящим демоном оми-тэнгу, чтобы потом его победить. Ненавидит Кантаро за то, что тот распечатал тэнгу, но сам ранее не смог. Райко владеет легендарным мечом «Минамото». Его союзники — Ватанабэ и Ибараки.

## Медия

### Манга
Выпускалась в ежемесячном издании Comic Blade Masamune. Первые 8 томов были лицензированы на территории США компанией Tokyopop.
| 01 | 10 сентября 2002 | ISBN 4-901926-02-0 |
| 02 | 10 сентября 2002 | ISBN 4-901926-03-9 |
| 03 | 10 марта 2003    | ISBN 4-901926-41-1 |
| 04 | 10 марта 2004    | ISBN 4-86127-034-0 |
| 05 | 9 октября 2004   | ISBN 4-86127-085-5 |
| 06 | 10 марта 2005    | ISBN 4-86127-127-4 |
| 07 | 10 сентября 2005 | ISBN 4-86127-198-3 |
| 08 | 10 июля 2006     | ISBN 4-86127-288-2 |
| 09 | 30 марта 2007    | ISBN 4-86127-375-7 |
| 10 | 28 марта 2008    | ISBN 4-86127-487-7 |
| 11 | 10 марта 2009    | ISBN 4-86127-604-7 |
| 12 | 10 марта 2010    | ISBN 4-86127-717-5 |
| 13 | 15 марта 2011    | ISBN 4-86127-845-7 |
| 14 | 15 марта 2012    | ISBN 4-86127-968-2 |
| 15 | 15 мая 2013      | ISBN 4-80000-163-3 |

### Аниме
На основе сюжета манги студией Studio Deen был выпущен аниме-сериал. 25 серий транслировались впервые в Японии по телеканалу TV Tokyo с 5 октября по 29 марта 2005 года.

### Додзинси
После успеха манги, Киносита и Хигасияма под новыми псевдонимами — Кацуо и Магуро Васаби создали ряд Додзинси-манги под названием Mad Cookie Monster. А также комиксы в жанре яой. Например «Love Sick», состоящий из 72 глав повествует о половых отношениях Контаро и Харуки. А также другие додзинси, например «El Principe», повествующие о более мягких отношениях Контаро и Харуки и «Lil' Crazy» где в центре внимания становятся любовные отношения между Рэйко Минамото и Харукой.